# Molton

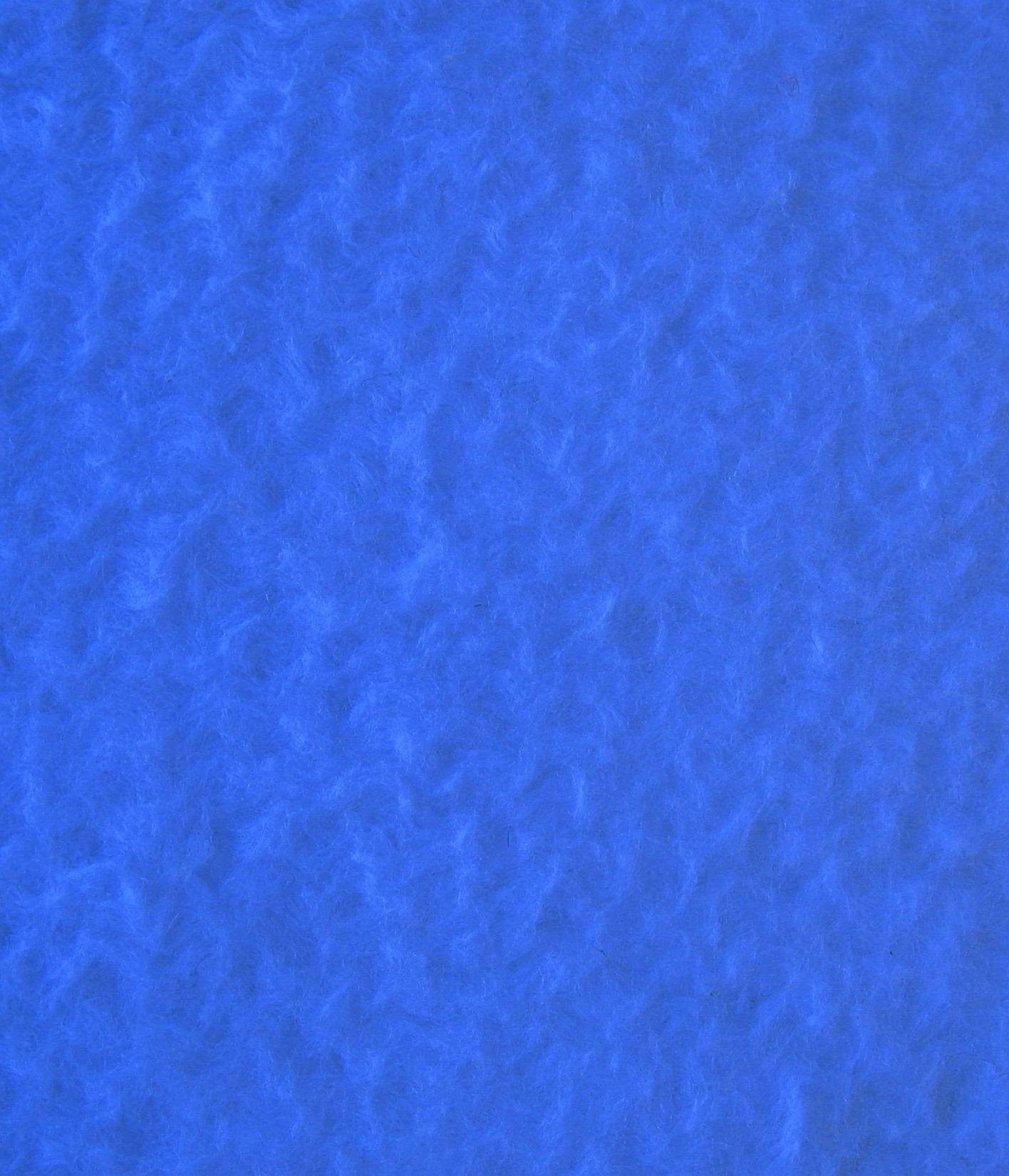
Struktura povrchu moltonu (na chrániči matrace)

Molton je obchodní označení pro měkké bavlněné tkaniny, které jsou z jedné strany nebo po obou stranách silně zdrsněné. Vyrábí se v plátnové nebo keprové vazbě, často jsou režněbílé nebo bělené.

## Výroba
Tkaniny se vyrábějí v rozsahu 150 až 500 g/m².(Velmi těžkému zboží tohoto druhu z bavlny nebo viskózové stříže se říká kalmuk). Osnova je z jemnější příze, útkové niti jsou hrubší, měkce točené, často vigoňové (jemnost 70 tex).
Tkanina se počesává, bělí nebo barví a znovu počesává. V závislosti na použití hotového zboží se pak provádí např. nehořlavá nebo hydrofobní úprava.

## Vlastnosti a použití
Moltonové tkaniny mají měkký, hebký omak (výraz molton pochází z francouzského molleton = měkký), jsou neprůhledné a velmi dobře absorbují světlo a zvuk.
Použití:
- plenky pro kojence a pro inkontinentní pacienty (jako dodatečná vložka k mulovým plenkám, obzvlášť často před zavedením jednorázových plenek), ochranné pokrývky na matrace (fólie oboustranně povrstvená moltonem)
- podložky pod ubrusy a pod nádobí v gastronomii
- obklady hladicích válců a válců na tiskařských strojích
- molton na závěsy, izolace a podobné účely pro veřejné místnosti se vyrábí z polyesterové příze, nehořlavé, resp. se sníženou hořlavostí.[3]